# BD-RE
BD-RE — Blu-ray Disc Recordable Erasable — многоразовый диск записи Blu-ray. Объём однослойного диска достигает 23,3 ГиБ (25 Гб), двухслойного — 46,6 ГиБ (50 Гб), BD-RE XL - 100 ГБ.

## Версии
На сегодняшний день существует 3 версии дисков BD-RE.
Версия 1.0
- Единственная файловая система — BD
- Нет поддержки компьютерных файловых систем, в результате чего нет поддержки компьютеров.

Версия 2.0
- Включена поддержка файловой системы UDF 2.5
- Используется защита AACS
- Включена спецификация BD-R 1.0

Версия 3.0
- Добавлена поддержка 80-мм дисков
- Обратная совместимость с BD-RE 2.0
- Включена спецификация BD-R 2.0

В последних версиях Windows стало возможным создавать "большую дискету" из BD-RE. Дискета совместима c обычным BD-ROM. Подобная технология используется в XDCAM и широко применяется на телевидении как один из самых надежных и неприхотливых носителей информации.

## Скорость записи
| Скорость | Скорость передачи данных | Скорость передачи данных |
| -------- | ------------------------ | ------------------------ |
| 2×       | 72 Мбит/с (9 МБ/с)       |                          |